# 小行星3757
小行星3757（英語：3757）是一颗围绕太阳公转的小行星。1982年12月14日，埃莉諾·赫琳在帕洛马山发现了此天体。
这颗小行星的绝对星等为17.12967921849148等。